# 천부인

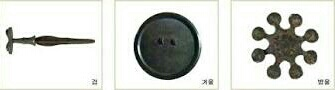
천부삼인

천부인(天符印) 또는 천부삼인(天符三印)은 단군 신화에서 등장하는 신물(神物)이다. 환인 천제가 아들인 환웅 천왕에게 인간 세상을 다스리는데 사용하도록 준 세 가지 물건이다. 고대 사회에서 지배 계층의 권위를 상징하는 신물로 보통 검, 방울, 거울의 세 가지로 알려져 있다.

## 개요
천부인은 환웅이 환인에게 하사 받은 것으로 세 개라는 개수는 전해지고 있으며, 청동기 시대 한반도 일대의 고고학적인 발굴 현황 및 고대 사회의 일반적인 사회상 등을 볼 때 고대 지배 계층의 권위를 상징하던 물건은 청동 검, 청동 방울, 청동 거울의 세 가지로 해석한다. 고고학 유물로도 많이 발견되고 있으며, 일본의 삼종신기도 재질은 다르지만 검, 거울, 구슬의 세 가지로 알려져 있다.
대종교에서는 《환단고사》를 통해서 천부삼인이라 부르며 종교적 의미를 부여하고 있다.

## 각 유물

### 다뉴조문경(多鈕粗文鏡)
다뉴조문경은 청동기 시대의 유물 중 하나로, 충청남도 아산시에서 출토되어 서울특별시 용산구 용산동 국립중앙박물관에 소장중이다. 청동기 시대의 거울로 선이 굵으며, 별, 번개무늬, 삼각형 무늬 등이 표현되어 있다.

### 팔두령(八頭鈴)
팔두령은 팔주령(八珠鈴)·팔령구(八鈴具)라고도 하는 흔하지 않은 청동방울로, 전라남도 화순군 도곡면 대곡리에서 출토된 청동기 시대의 유물 중 하나로, 국보 제143호이며, 국립광주박물관에 소장중이다. 팔두령은 방울 안에는 청동구슬이 들어 있어 흔들어 소리를 내는 주술적·종교적인 의식용 도구이다.

### 비파형동검(琵琶形銅劍)
비파형동검은 비파검, 비파형검, 비파형단검(短劍)이라고도 하는 청동기 시대의 유물 중 하나로, 경상북도 상주군에서 출토되어, 숭실대학교 부설 한국기독교박물관에 소장중이다. 비파형동검을 통해 당시의 주조 기술을 짐작할 수 있다.

## 기록

### 환단고사·삼국유사
- 대종교의 「환단고사」(桓檀古史) 중 천부삼인에 관한 기록에 단군 왕검이 환웅 천왕으로부터 받아 세상을 통치하였다고 기술하고 있다.
- 일연의 「삼국유사」(三國遺事)에 따르면 환웅(桓雄) 천왕이 환인(桓因) 천제로부터 천부인을 가지고 내려왔다고 기술하고 있다.

## 같이 보기
- 나라
  - 고조선
  - 배달국
  - 환국 (유사역사학)
- 관련 유물
  - 오신기(th:เครื่องราชกกุธภัณฑ์ไทย)
  - 삼신기

## 참고 문헌
- 「한국의 청동기문화」(국립중앙박물관, 1992)
- 「조선고고학전서(고대편)」(박진욱, 과학백과사전종합출판사, 1988)
- 「세형동검의 형식분류와 그 변천에 대하여」(이청규, 『한국고고학보』13, 한국고고학회, 1982)
- 「부여 송국리 요녕식동검출토 석관묘(扶餘松菊里 遼寧式銅劍出土 石棺墓)」(김영배·안승주, 『백제문화(百濟文化)』7·8합집, 공주사범대학백제문화연구소, 1975)
- 「한국청동유물(韓國靑銅遺物)의 연구(硏究)」(윤무병, 『백산학보(白山學報)』12, 1972)
- 「한국청동단검의 형식분류」(윤무병, 『진단학보』29·30, 진단학회, 1966)
- 「십이대영자(十二台營子)의 청동단검묘(靑銅短劍墓)」(김원룡, 『역사학보(歷史學報)』16, 1961)
- 「한국청동유물(韓國靑銅遺物)의 연구(硏究)」(윤무병, 『백산학보(白山學報)』12, 1972)
- 「역해종경사부합편(譯解倧經四部合編)」